# Burewisnyk-SzWSM Czernihów
Burewisnyk-SzWSM Czernihów (ukr. Спортивний Волейбольний Клуб «Буревісник»-ШВСМ Чернігів, Sportywnyj Wołejbolnyj Kłub "Burewisnyk-SzWSM" Czernihiw) – ukraiński męski klub piłki siatkowej z siedzibą w Czernihowie, występujący w najwyższej klasie rozgrywkowej ukraińskiej Superligi.
Klub siatkarski Burewisnyk Czernihów został założony w 1988 roku. Bazował się na Wydziale Wychowania Fizycznego Państwowego Uniwersytetu Pedagogicznego im. Tarasa Szewczenki w Czernihowie.
W sezonie 1998/1999 drużyna zajęła 2.miejsce w Pierwszej Lidze i zdobyła awans do Wyższej Ligi. W sezonie 2009/2010 klub zajął 2.miejsce w Wyższej Lidze, w meczach play-off z Fakełem Iwano-Frankiwsk zdobył awans do Superligi.

## Hala
Drużyna rozgrywa swoje mecze w Hali Narodowego Pedagogicznego Uniwersytetu, znajdującej się przy ul. Hetmana Połubotka 53 w Czernihowie.

## Nazwy klubu
- Burewisnyk Czernihów (ukr. «Буревісник» Чернігів)
- Burewisnyk-SzWSM Czernihów (ukr. «Буревісник»-ШВСМ Чернігів)

## Bilans sezon po sezonie
| Sezon     | Rozgrywki ligowe | Rozgrywki ligowe                                                      | Puchar Ukrainy |
| Sezon     | Poziom           | Miejsce                                                               | Puchar Ukrainy |
| --------- | ---------------- | --------------------------------------------------------------------- | -------------- |
| 2004/2005 | Wyższa liga      | 6. miejsce                                                            |                |
| 2005/2006 | Wyższa liga      | 10. miejsce                                                           |                |
| 2006/2007 | Wyższa liga      | 7. miejsce                                                            |                |
| 2007/2008 | Wyższa liga      | 4. miejsce                                                            |                |
| 2008/2009 | Wyższa liga      | 5. miejsce                                                            |                |
| 2009/2010 | Wyższa liga      | 2. miejsce                                                            | I runda        |
| 2010/2011 | Superliga        | 7. miejsce                                                            | III runda      |
| 2011/2012 | Superliga        | 8. miejsce                                                            | III runda      |
| 2012/2013 | Superliga        | 4. miejsce                                                            | faza grupowa   |
| 2013/2014 | Superliga        | 5. miejsce                                                            |                |
| 2014/2015 | Superliga        | 6. miejsce                                                            | faza grupowa   |
| 2015/2016 | Superliga        | 7. miejsce                                                            | 4. miejsce     |
| 2016/2017 | Superliga        | 5. miejsce                                                            | ćwierćfinał    |
| 2017/2018 | Superliga        | 7. miejsce                                                            | ćwierćfinał    |
| 2018/2019 | Superliga        | 8. miejsce                                                            |                |
| 2019/2020 | Superliga        | Ze względu na pandemię wirusa SARS-CoV-2 rozgrywki zostały przerwane. | 4. miejsce     |
| 2020/2021 | Superliga        | 8. miejsce                                                            | IV runda       |
| 2021/2022 | Superliga        |                                                                       | III runda      |